# Víctor Casaus Sánchez
Víctor Casaus Sánchez (l'Havana, 10 de març de 1944) és un poeta, cineasta, narrador i periodista cubà. És el director del Centro Cultural Pablo de la Torriente Brau, ha col·laborat en revistes com Revista Casa de las Américas, Cine Cubano, Unión, Revolución y Cultura, i fou un dels fundadors d' El Caimán Barbudo.

## Biografia
Llicenciat en Llengua i Literatura Hispàniques per la Universitat de l'Havana, pertany a la generació poètica que es va donar a conèixer a mitjan dècada del 60 en les pàgines d' El Caimán Barbudo, a l'equip fundador del qual va pertànyer.
Ha estat jurat del Premi Casa de las Américas (1971, 1981 i 1996), i ha participat en nombrosos esdeveniments literaris internacionals, com la V Trobada de Poetes del Món Llatí (Mèxic, 1990) i el Tercer Festival dels Poetes (Roma, 1981), el Congrés de Llatinoamericanistes Europeus a Salamanca, 1996 i al II Festival Mundial de Poesia, Veneçuela, 2005.
Ha assistit amb les seves pel·lícules o com a jurat a diversos festivals de cinema, entre ells: Sant Sebastià, Leipzig, Moscou, Bogotà, Cartagena i l'Havana. És membre de la Xarxa Internacional d'Escriptors Per la Terra.
Ha realitzat una intensa labor de difusió del seu treball literari i cinematogràfic oferint recitals de poesia, conferències i mostres fílmiques en universitats i altres centres culturals de Colòmbia, l'Argentina, l'Uruguai, Nicaragua, Xile, Puerto Rico, Veneçuela, Perú, Espanya, els Estats Units i Suïssa.
Casaus és el fundador i director del Centro Cultural Pablo de la Torriente Brau, una institució cultural independent, sense ànim de lucre, creada a l'Havana en 1996. En aquest centre dirigeix, a més, Ediciones La Memoria, i va fundar, amb Abel Casaus i altres col·legues en 1999 els salons i col·loquis internacionals anuals Arte Digital. És també el co-organitzador (amb Toni O'Bryan i Héctor Villaverde) del Proyecto Compartiendo Sueños / Sharing Dreams des de 1994, que treballa a favor del diàleg amistós i l'intercanvi cultural entre dissenyadors gràfics de Cuba i els Estats Units.
Ha rebut diversos premis i reconeixements per la seva obra artística i literària, entre ells la Orde Juan Marinello, atorgada pel Consell d'Estat de la República de Cuba.

## Obra literària
Poesia
- Todos los días del mundo (1967).
- De una isla a otra isla (a l'antologia Seis poetas, Casa de las Américas, 1971).
- Entre nosotros (1978).
- Amar sin papeles (1980).
- Los ojos sobre el pañuelo (1982).
- De un tiempo a esta parte -antologia personal (1985).
- Carta de longe -trad. al portugu`rs (Luanda, Angola, 1986).
- Maravilla del mundo (1989).
- El libro de María. Presentación de Juan Gelman (San Juan, Puerto Rico, 2001 / La Habana, 2002).
- Mientras cae la lluvia –antología personal con poemas de amor. Pròleg de Gustavo Pereira (Col·lecció Altazor, Monte Ávila Editores, Caracas, 2005).
- Perfume y secuencia de mujer –antologia personal (Editorial Letras Cubanas, La Habana, 2008).

traduccions i antologies
- ¿Dónde está Vietnam? -poesía norteamericana, trad. (1967)
- Poesía de Bertolt Brecht -pról., sel. y versiones (1976)
- Poesía de Juan Gelman, -pról. y sel., (1986)

Contes
- Sobre la marcha (1978).

Testimoni
- Girón en la memoria (1971)
- Pablo: con el filo de la hoja (1983)
- Otro tiempo, otro vivir (1984)
- Que levante la mano la guitarra -en col·laboració amb Luis Rogelio Nogueras (1984)
- Cartas cruzadas, sel. pról. y notas (1982)
- El periodista Pablo, sel. pról. y notas (1989)
- Vengo de América, sel. pról. y notas (1993)
- El cisne salvaje, sel. y pról. (1995)
- Che desde la memoria, sel. y pról. y notas (2004)

Infantil
- Para que este pueblo se levantara -en col·laboració amb Alquimia Peña (1986)

## Filmografia
Guions
- Escenas en los muelles -documental (1970)
- Sobre un primer combate -documental (1971)
- Viva la república! - documental (1972)
- El hombre de Maisinicú -llargmetratge (1973)
- Río negro (1977)
- Como la vida misma en col·laboració amb Luis Rogelio Nogueras (1985)

Llargmetratges
- Como la vida misma (1985)
- Bajo presión (1990)

Documentals
- Alicia (1976)
- De la vida y la vivienda (1975)
- Nace una comunidad (1975)
- Museo (1975)
- Festival de La Habana (1976)
- Con Maiacovski en Moscú (1976)
- Gracias a la vida (1976)
- Un silbido en la niebla (1977)
- Pablo (1978)
- Encuentro (1978)
- Vamos a caminar por Casa (1980)
- Con Miguel Hernández en Orihuela (1980)
- Granada, pequeño país, gran revolución (1980)
- Canción de Estelí (1981)
- Que levante la mano la guitarra (1983)

## Premis i reconeixements
- 1969 - Esment de Poesia en el Concurs de la Unió d'Escriptors i Artistes de Cuba (UNEAC).
- 1970 - Primer Esment de Testimoniatge, Premi Casa de las Américas.
- 1970 - Esment de Poesia, Premi Casa de las Américas (llibre "De una isla a otra isla").
- 1979 - Premi de Testimoniatge, Concurs UNEAC.
- 1982 - Premi Llatinoamericà de Poesia "Rubén Darío", Nicaragua (llibre "Els ulls sobre el mocador").
- 1983 - Premi de la Crítica.
- Premi Catalina d'Or a la millor actuació masculina a René de la Cruz. XXX Festival Internacional de Cinema de Cartagena de Indias, Colòmbia.
- Premi de les Joventuts Socialistes de Txecoslovàquia. XXV Festival Internacional de Cinema de Karlovy Vary, Txecoslovàquia.